# Грицаненко Валентин Георгійович
Валентин Георгійович Грицаненко (1 січня 1945, с. Мала Токмачка Оріхівського району Запорізької області —  27 січня 2022, Харків) – живописець, педагог. Заслужений художник України (1997). Професор кафедри культурології Харківської державної академії культури.

## Життєпис
Валентин Грицаненко народився 1 січня 1945 року у селі Мала Токмачка Оріхівського району Запорізької області. Закінчив режисерський факультет Харківського державного інституту культури (1969). Його викладачами були Олександр Скібневський, Євген Лисенко, Дмитро Власюк. Саме вивчаючи сценографію в Дмитра Власюка пізнав малярство й захопився ним. Професійної художньої освіти не мав, між тім зумів виробити свою власну авторську манеру живопису. Свої твори іноді супроводжував оповідями-есе . По закінченні інституту і до останніх днів викладав у Харківській державній академії культури. Останні роки працював на кафедрі теорії та історії культури на посаді доцента, викладав дисципліни культурологічного циклу.
Входив до Харківської організації Спілки дизайнерів України (1989), перебував у Харківській організації Національної спілки художників України (1999). Брав участь  у харківських творчих об'єднаннях «Буріме» (з 1994 року) та «Незалежна студія». Товариство «Буріме» мало первинну назву «Слобожанське Буріме», до нього входило четверо митців:  Валентин Грицаненко, Олександр Шеховцов, Олег Лазаренко та Олександр Лисенко. Спільноту об’єднували регулярні виїзди на пленер, художні уподобання, спільні подорожування, взаємна приязнь та товаришування. Митці також бачили основним принципом своєї творчості обов’язкове збереження власного мальовничого стилю, манери, художніх орієнтацій і смаків.  Мистецтвознавиця Лідія Стародубцева визначила стилістику кожного з учасників «Буріме» як естета О. Шеховцова, мозаїста О. Лазаренка, колориста О. Лисенка та поета В. Грицаненка. Спільнота художників «Буріме» вперше заявила про себе виставковою експозицією у харківському Будинку художника. 
Валентин Георгійович Грицаненко працював у жанрі пейзажних панорам-візій. Митець експериментував у пошуках власного трактування біблійної тематики. Головною темою його полотен є природа святих місць та рідного краю. Творчий спадок Валентина Грицаненка складають художні  серії – «Україна сакральна» (від 1997), «Осінь у Святих горах» (від 2000), «Карадаг» (від 2002), «Національний парк “Святі гори”» (2004); «Над берегами вічної ріки» (1991), «Голгофа» (1993), «Храм» (1994), «Втеча до Єгипту» (1997), «На Йордані» (1998), «Святогір'я» (1999), «Будинок поета» (2000), «Околиці старого Криму» (2002), триптих «Прабатьківщина», «На Осколі» (усі – 2005).
Від 1996 року брав участь у мистецьких виставках в Україні й за кордоном. 1996 та 1997 роках відбулися персональні виставки у Києві. Цього ж року отримав звання Заслуженого художника України.
Автор та співавтор низки наукових розвідок мистецько-культорологічного спрямування, укладач художніх каталогів.
Твори митця зберігаються в адміністрації Президента України, галереї мистецтв «Академічна» Української академії банківської справи Національного банку України (Суми), зібранні Національної юридичної академії імені Ярослава Мудрого (Харків).
Нагороджений орденом «За заслуги» 3-го ступеня (2004).
Помер у Харкові 27 січня 2022 року після тяжкої хвороби.

## Науковий доробок
Валентин Грицаненко був автором низки розвідок з мистецтвознавства та культурознавства.
- «Українська культура в контексті ментальності українців» // «Наук. зап. Харків. гуманітар. ін-ту “Нар. укр. академія”», 1991, т. 2, співавт.
- «Феномен української художньої культури в контексті процесів національного відродження» // Там само, 1995, вип. 1, співавт.
- «Обличчя під камуфляжем у дзеркалі постмодернізму» // «Душа вещей», 2005, № 1; уклав каталог «Олег Лазуренко» (Х., 2005).
- Історія української культури : слов. термінів і персоналій / [авт.-уклад.: Л. В. Анучина, О. А. Стасевська, О. В. Уманець, В. Г. Грицаненко, В. О. Дорошенко, Ю. В. Пасмор, О. В. Разумовська] ; за ред. Л. В. Анучиної та ін. — Харків : Право, 2012. — 237 с.
- "Блаженні ті очі, що бачать..." : кн.-альбом мистецького проекту / [уклад.: В. Грицаненко, Л. Анучина ; вступ. ст. В. Грицаненка]. — Харків : Майдан, 2013. — 439 с.
- Пелюстки золотої троянди : незабутнє : пейзажі і лики міста у творах харківських художників і фотографів / Нац. юрид. ун-т ім. Ярослава Мудрого ; [упоряд.: Л. Анучина, В. Грицаненко]. — Харків : Нац. юрид. ун-т, 2018. — 39 с.
- Хвилюючі миттєвості буття : кольоропис народного худож. України В. Ганоцького, худож. О. Дмитрієва, С. Коваленка, І. Калюжної, Н. Третьякової /  авт. вст. ст.: В. Я. Тацій, Л. В. Анучина, В. Грицаненко. — Харків : Вид-во ФОП Носань В. А., 2018. — 24 с.
- Грицаненко В. Г. Горище : гірка поезія повернень : [наратив-есей] / В. Грицаненко. — Харків : Майдан, 2022. — 271 с.